# San Sebastiano tra i santi Rocco e Margherita
San Sebastiano con san Rocco e santa Margherita è un dipinto realizzato da Giovanni Cariani in olio su tela e conservato al Museo des Beaux-Art di Marsiglia.

## Storia
Giovanni Cariani era nato in provincia di Bergamo, ma si era trasferito giovanissimo con la famiglia a Venezia dove aveva appreso l'arte della pittura seguendo il Giorgione, il Tiziano e Palma il Vecchio. Nel 1516 tornò a Bergamo dove si fermò per un qualche anno lavorando contemporaneamente a Lorenzo Lotto e all'amico Andrea Previtali pur mantenendo una propria identità artistica.
Il quadro risulta fosse proprietà della camiglia Cavezzoli di Lodi. L'artista non ha mai vissuto nel lodigiano, questo indicherebbe una proprietà precedente. Venne acquistato nel 1868 dal museo marsigliese, ed è tra i lavori più conosciuti dell'artista, gli venne però attribuito solo nel tardo '800, mentre in precedenza era considerato un lavoro del Moretto.
Non si conosce la committenza, viene presa in considerazione l'ipotesi che possa essere un ex-voto conseguente ad una epidemia, difficile indicare quale essendo il XVI secolo un periodo di gravi epidemie, inoltre i santi raffigurati erano molto venerati nella bergamasca e nel bresciano e molto rappresentati. Per questo motivo era indicato Il Moretto quale artista, rimanendo indicato nei cataloghi del museo fino al 1932. 

La datazione indicata è intorno al 1520, anni in cui l'artista risiedeva a Bergamo

## Descrizione
Il dipinto è stato resturato più volte essendosi deteriorato nel tempo, e rappresenta il martirio di San Sebastiano legato ad una pianta in una posizione di esasperata torsione e rappresentato con estrema durezza, cosa non inusuale nel Cariani che rappresentava in blocchi compatti e angolati i suoi soggetti, dandoci un collegamento tra questo e il Gentiluomini e cortigiane nella figura posta al centro dell'opera. Un grande drappo bianco con groppo sui fianchi lo avvolge, riportandoci i lavori del Tiziano, che tanto il Busi aveva studiato. 
San Rocco è posto alla sua destra e riconoscibile dagli attributi del cane, della benda sulla gamba ammalata, mentre Santa Margherita ha accanto il drago che la rende riconoscibile.. Riempire gli spazi della tela con masse corporee dei soggetti, è caratteristica propria dell'artista.